# Гари (Сунский район)
Гари — деревня в Сунском районе Кировской области в составе Большевистского сельского поселения.

## География
Находится на расстоянии примерно 4 км на север по прямой от районного центра поселка Суна.

## История
Известна с 1678 года как деревня Гаревская с 5 дворами, принадлежала Успенскому Трифонову монастырю, в 1802 учтено было 72 души мужского пола. В 1873 учтено было дворов 24 и жителей 175, в 1905 47 и 267, в 1926 42 и 182, в 1950 40 и 169 соответственно, в 1989 году оставалось 80 жителей.

## Население
Постоянное население составляло 93 человека (русские 96 %) в 2002 году, 99 в 2010.